# اسلاوکو لوشتیتسا
اسلاوکو لوشتیتسا (انگلیسی: Slavko Luštica; ۱۱ ژانویهٔ ۱۹۲۳ – ۱۴ ژوئیهٔ ۱۹۹۲) بازیکن فوتبال اهل یوگسلاوی بود.
از باشگاه‌هایی که در آن بازی کرده‌است می‌توان به باشگاه فوتبال هایدوک اسپلیت اشاره کرد.
وی همچنین در تیم ملی فوتبال یوگسلاوی بازی کرده‌است.
وی در مسابقات کشوری و بین‌المللی در مجموع برندهٔ ۱ مدال نقره شده‌است.